# Mathilde Doutreluingne
Mathilde Doutreluingne née le 4 avril 1982, est une cycliste française, championne d'Europe du scratch espoirs en 2002.

## Palmarès sur piste

### Championnats continentaux et internationaux
- 1999
  - 7e du championnat du monde de vitesse juniors
- 2000
  -  Médaillée de bronze du championnat du monde du 500 mètres juniors
  -  Médaillée de bronze du championnat du monde de vitesse juniors
- 2001
  - 7e du championnat d'Europe du 500 mètres espoirs
- 2002
  -  Championne d'Europe du scratch espoirs

### Championnats nationaux
- 2001
  - 3e du 500 mètres
  - 3e de la vitesse
- 2002
  - 3e du 500 mètres
  - 3e de la vitesse
- 2003
  - 3e du 500 mètres
  - 3e de la vitesse